# David Čermák
David Čermák (* 23. Oktober 1970 in Kladno, Tschechoslowakei) ist ein ehemaliger deutsch-tschechischer Eishockeyspieler und heutiger -trainer und -funktionär. In Deutschland spielte er unter anderem für die Dresdner Eislöwen, die Eisbären Regensburg und den ETC Crimmitschau.

## Karriere

### Als Spieler
David Čermák begann seine Karriere in seiner Heimatstadt beim HC Kladno, für den er 1989/90 das erste Mal in der 1. Liga der Tschechoslowakei auf dem Eis stand. Bis 1997 spielte er, ab 1993 in der neu gegründeten tschechischen Extraliga, für seinen Heimatverein, bevor er zum damaligen Drittligisten EV Regensburg wechselte. Gleich im ersten Jahr gewann er mit Regensburg die Meisterschaft der 2. Eishockey-Liga 1997/98. In der Spielzeit 2000/01 gelang dem Team des EV der Aufstieg in die 2. Bundesliga, woran Čermák mit 26 Toren und 49 Assists großen Anteil hatte. Čermák spielte bis 2002 für Regensburg, bevor er zur Saison 2002/03 in die 2. Bundesliga zum ETC Crimmitschau wechselte. Nach mehreren Stationen in der Oberliga kehrte er nach der Insolvenz der Bayreuth Tigers zu den Eisbären Regensburg zurück.
Nach zwei Jahren in der 2. Bundesliga für Regensburg wechselte Čermák im Frühjahr 2007 zu den Dresdner Eislöwen. Mit den Eislöwen schaffte er den Aufstieg in die 2. Bundesliga. Im November 2008 zog er sich einen Kreuzbandriss zu und verpasste den Rest der Spielzeit 2008/09. Vor der folgenden Spielzeit bekam Čermák zunächst einen Probevertrag bei den Eislöwen, musste seine Karriere aber aufgrund der Verletzung im August 2009 beenden.

### Als Trainer und Funktionär
Zwischen 2013 und 2015 war Čermák Nachwuchstrainer der U16-Mannschaft der Rytíři Kladno, seines Heimatvereins. Ab 2015 arbeitete er als Assistenztrainer und Manager der Profimannschaft des Klubs und schaffte mit dem Team 2019 den Aufstieg aus der zweitklassigen 1. Liga in die höchste Spielklasse, die Extraliga. Am Ende der Saison 2019/20 stieg das Team jedoch wieder in die 1. Liga ab und Čermák übernahm selbst das Amt des Cheftrainers. 2021 führte er das Team mit dem Meistertitel in der 1. Liga wieder zurück in die Extraliga. 2022 verließ er die Ritter aus Kladno und wurde Co-Trainer beim HC České Budějovice, ebenfalls aus der Extraliga. Im Dezember 2022 wurde er zum Cheftrainer befördert.

## Erfolge und Auszeichnungen
- 1988 Goldmedaille bei der U18-Junioren-Europameisterschaft

## Karrierestatistik
(Legende zur Spielerstatistik: Sp oder GP = absolvierte Spiele; T oder G = erzielte Tore; V oder A = erzielte Assists; Pkt oder Pts = erzielte Scorerpunkte; SM oder PIM = erhaltene Strafminuten; +/− = Plus/Minus-Bilanz; PP = erzielte Überzahltore; SH = erzielte Unterzahltore; GW = erzielte Siegtore; 1 Play-downs/Relegation; Kursiv: Statistik nicht vollständig)